# Храм Святой Екатерины (Гадичево)
Храм Святой великомученицы Екатерины — приходской православный храм в деревне Гадичево Гомельского района Гомельской области Беларуси. Включён в список историко-культурного наследия и является культурной ценностью республиканского значения второй категории.

## История
Храм заложен в 1822 году по проекту английского архитектора Джона Кларка, работавшего в Гомеле в 1800—1826 годах. Средства на строительство выделил канцлер Российской империи граф Николай Петрович Румянцев. В 1853 году храм был освящен во имя Святой великомученицы Екатерины.
Во время советской власти церковь была закрыта, переоборудована под клуб. С неё был снят купол, внутри здания была сделана сцена. В 1986 году прихожане в письме к патриарху Пимену просили возобновить церковь, а уже в 1989 году Митрополит Минский и Слуцкий, Патриарший Экзарх всея Беларуси Филарет вновь освятил Свято-Екатерининскую церковь.

## Архитектура и убранства храма
Церковь построена в архитектурном стиле классицизма. Примером подобного стиля, аналогичного для Свято-Екатерининского храма, является Петропавловский собор в Гомеле.